# Sepopa
Sepopa – wieś w Botswanie w dystrykcie North West. Według spisu ludności z 2011 roku wieś liczyła 2283 mieszkańców.